# Kurt Anger
Kurt Anger (* 13. Dezember 1888 in Oliva, Kreis Danziger Höhe; † 24. März 1961 in Oberstaufen, Landkreis Sonthofen) war ein Generalmajor der deutschen Wehrmacht im Zweiten Weltkrieg.

## Leben
Anger absolvierte eine Offiziersausbildung und wurde 1907 zum Leutnant, 1914 zum Oberleutnant sowie 1916 zum Hauptmann befördert. Nach Ende des Ersten Weltkrieges schied er aus dem Militärdienst aus. Nachdem er von 1919 bis 1920 Mitarbeiter der Sicherheitspolizei Berlin wurde er 1920 als Polizei-Hauptmann in den Polizeidienst übernommen und gehörte der Schutzpolizei der Weimarer Republik an. Er war zwischen 1920 und 1922 Mitarbeiter im Preußischen Innenministerium und erhielt während dieser Zeit 1921 seine Beförderung zum Polizei-Major. 1922 wurde er Abteilungsleiter bei der Sicherheitspolizei Berlin.
Als Oberstleutnant der Schutzpolizei wurde er vom 1. Januar bis 1. Februar 1934 zum Ausbildungskommando Oppeln abkommandiert und war zwischen dem 1. Februar 1934 und dem 1. Juli 1935 kommissarischer Kommandeur des Ausbildungskommandos Halle (Saale). Daraufhin wurde er vom 1. Juli bis 2. September 1935 zum 2. Bataillon des Artillerieregiments Naumburg (Saale) versetzt und absolvierte im Anschluss zwischen dem 2. und 28. September 1935 die Artillerieschule Jüterbog.
Nachdem er am 1. Oktober 1935 zum Oberst der Schutzpolizei befördert worden war, wurde er am 15. Oktober 1935 als Oberst in die Wehrmacht aufgenommen. Als solcher fand er zunächst bis zum 6. Oktober 1936 Verwendung beim 60. Artillerieregiment und absolvierte zugleich zwischen dem 25. November 1935 und dem 5. Oktober 1936 den Stabsoffizierslehrgang in Chemnitz. Danach war er zunächst vom 6. Oktober 1936 bis zum 12. Oktober 1937 Kommandeur des 2. Bataillons des 31. Artillerieregiment sowie im Anschluss zwischen dem 12. Oktober 1937 und dem 30. September 1939 Kommandeur des 18. Artillerieregiments.
Nach Beginn des Zweiten Weltkrieges war Anger vom 30. September 1939 bis zum 1. April 1942 Artilleriekommandeur 110 und wurde als solcher am 1. Oktober 1939 auch zum Generalmajor befördert. Während einer vorübergehenden Reservestellung zwischen dem 1. April und 1. August 1942 besuchte er vom 6. bis 15. Juli 1942 einen Lehrgang für Kriegsgefangenenangelegenheiten in Wien. Danach wurde er vom 22. Juli bis 1. August 1942 zum Kommandeur für Kriegsgefangene im für Nordbayern und das nordwestliche Sudetenland zuständigen Wehrkreis XIII in Nürnberg versetzt und war danach zwischen dem 1. August 1942 und dem 1. Mai 1945 selbst Kommandeur für Kriegsgefangene im Wehrkreis XIII. Eine Woche vor der bedingungslosen Kapitulation der Wehrmacht geriet er am 1. Mai 1945 in Kriegsgefangenschaft, aus der er am 14. Juni 1947 entlassen wurde.